# من هو (كتاب سويدي)

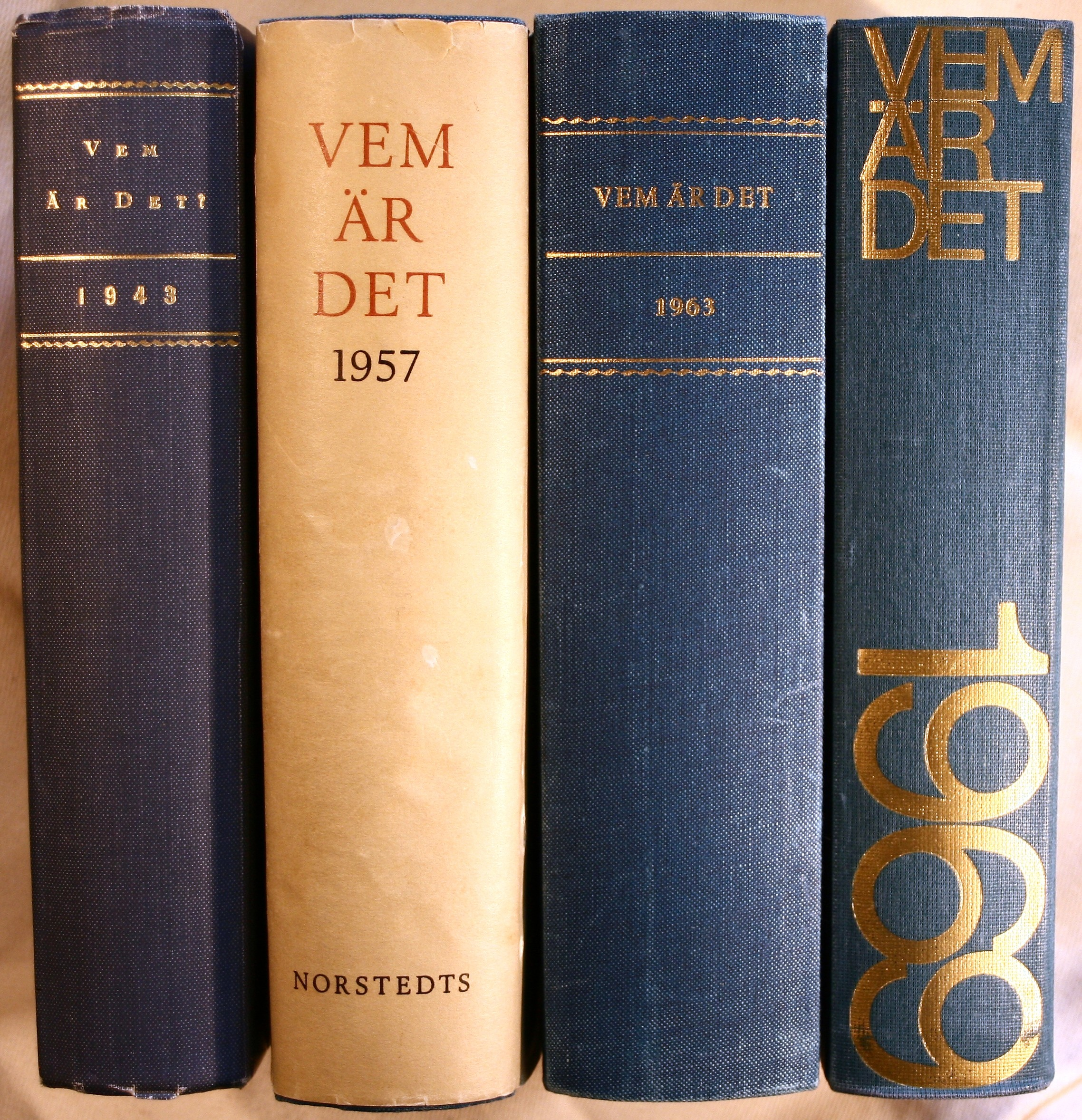
عدة طبعات من كتاب Vem är det

كتاب من هو (بالسويدية: Vem är det) مع عنوان ثانوي هو: Svensk biografisk handbok والذي يعني كتيب السير السويدي هو قاموس سير سويدي صدر منه 46 طبعة منذ عام 1912.

## التوفر على الإنترنت
تتوفر عدة طبعات على النت من الموقع التالي باللغة السويدية:
- من هنا (بالسويدية)